# Liriope kansuensis
Liriope kansuensis là một loài thực vật có hoa trong họ Măng tây. Loài này được (Batalin) C.H.Wright mô tả khoa học đầu tiên năm 1903.